# Андронікашвілі Отар Костянтинович
Андронікашві́лі Ота́р Костянти́нович (груз. ოთარ ანდრონიკაშვილი; 18 серпня 1914, Ахалкалакі, Грузія — 23 квітня 1983, СРСР) — грузинський кінорежисер, сценарист, художник. Спеціалізувався на мультфільмах. Заслужений діяч мистецтв Грузинської РСР.

## Біографія
Народився 18 серпня 1914 року в місті Ахалкалакі.
У 1941 році закінчив Тбіліську академію мистецтв. У 1947-му — Тбіліський театральний інститут ім. Шота Руставелі.
З 1947 по 1954 рік — директор Грузинського театру юного глядача в Тбілісі. Також працював у драматичних театрах Батумі, Кутаїсі та Горі.
Член Спілки художників СРСР та Спілки кінематографістів Грузії.
Помер 23 квітня 1983 року.

## Фільмографія

### Мультфільми
Всі мультфільми були зняті на кіностудії Грузія-фільм.
| Рік  | Назва                            | Назва                        | Режисер(и)                           | Сценарист(и)                                        | Примітки |
| Рік  | Українською                      | Грузинська                   | Режисер(и)                           | Сценарист(и)                                        | Примітки |
| ---- | -------------------------------- | ---------------------------- | ------------------------------------ | --------------------------------------------------- | -------- |
| 1960 | Тигр і осел                      | ვეფხვი და ვირი               | Отар Андронікашвілі                  | Карло Гогодзе Сулхан-Саба Орбеліані                 | [ 7 ]    |
| 1963 | Ювілей (Свято глиняного горщика) | იუბილე                       | Отар Андронікашвілі                  | Г. Еріставі                                         | [ 8 ]    |
| 1965 | Мишоловка                        | სათაგური                     | Отар Андронікашвілі                  | Сіко Долідзе Важа-Пшавела                           | [ 9 ]    |
| 1966 | Золото                           | ოქრო                         | Отар Андронікашвілі                  | Олег Кочакідзе Олександр Словінський Юрій Чікваідзе | [ 10 ]   |
| 1967 | Сумний роман                     | სევდიანი რომანი              | Отар Андронікашвілі                  | Мераб Саралідзе                                     | [ 11 ]   |
| 1969 | Так народжуються зірки           | როგორ იბადებიან ვარსკვლავები | Отар Андронікашвілі                  | Отар Андронікашвілі                                 | [ 12 ]   |
| 1970 | Приборкувач                      | მომთვინიერებელი              | Отар Андронікашвілі                  | Мераб Саралідзе                                     | [ 13 ]   |
| 1971 | Самайя                           | სამაია                       | Отар Андронікашвілі                  | Е. Кіпіані                                          | [ 14 ]   |
| 1973 | Дерево                           | ხე                           | Отар Андронікашвілі                  | Нодар Мгеладзе                                      | [ 15 ]   |
| 1974 | Будинок                          | სახლი                        | Михайло Чіаурелі Отар Андронікашвілі | Ерік Жгенті                                         | [ 16 ]   |
| 1975 | Гість                            | სტუმარი                      | Отар Андронікашвілі                  | Нодар Мгеладзе                                      | [ 17 ]   |
| 1977 | Буркотун                         | ბუზღუნა                      | Отар Андронікашвілі                  | Гурам Петріашвілі                                   | [ 18 ]   |
| 1978 | Ека і козеня                     | ეკა და თიკანი                | Отар Андронікашвілі                  | Отар Андронікашвілі                                 | [ 19 ]   |
| 1980 | Незвичне полювання               | არაჩვეულებრივი ნადირობა      | Отар Андронікашвілі                  | Резо Есадзе                                         | [ 20 ]   |
| 1981 | Вовк і ягня                      | მგელი და კრავი               | Гіві Касрадзе                        | Отар Андронікашвілі                                 | [ 21 ]   |
| 1982 | Картинки старого Тбілісі         | ძველი თბილისის სურატები      | Отар Андронікашвілі                  | Отар Андронікашвілі                                 | [ 22 ]   |

## Нагороди
- Заслужений діяч мистецтв Грузинської РСР (1979)[5].